# ザ・ビースト・モルトス
ザ・ビースト・モルトス（The Beast Mortos, 1987年3月11日 - ）は、メキシコのコアウイラ州トレオン出身のプロレスラー。AEW所属。

## 経歴

### AEW / ROH
2023年12月15日、ROHのPPV『ファイナル・バトル』に登場。エル・イホ・デル・ビキンゴの持つAAAメガ王座に挑戦したが、敗れた。22日にはROHの姉妹団体であるAEWに初登場し、再びビキンゴと王座戦を行ったが、敗れた。
2024年1月18日にAEWと正式に契約を結んだことが報じられた。ただし当時のリングネームであるブラック・タウルスは前所属団体AAAの許可が得られなかったため継続使用ができなかった。4月5日にROHのPPV『スーパーカード・オブ・オナー』にて新たなリングネーム、ザ・ビースト・モルトスで登場。シングルマッチでブレイク・クリスチャンに勝利した。9月28日のAEWコリジョンにてホログラム、ドラリスティコとのトリプルスレットマッチでホログラムに敗北。その後ホログラムと抗争を開始し、10月12日のPPV『レッスルドリーム』ではシングルマッチで3本勝負を行ったが、敗れた。11月27日から開催されたAEWコンチネンタル王座を賭けたリーグ戦『コンチネンタル・クラシック』に出場したが、予選リーグで全敗し準決勝進出を逃した。

## 獲得タイトル
AAA
- AAAラテンアメリカ王座：1回
- AAA世界トリオ王座：1回

w / レイ・エスコルピオン、ラ・ヒエドラ
- コパ・アントニオ・ペーニャ優勝：1回（2015年）
- グラディエーターズ・ヘビー級トーナメント優勝：1回（2019年）

ルチャリブレVOZ
- VOZウルトラ王座：1回

ペロス・デル・マル・プロデューションズ
- ペロス・デル・マル・ヘビー級王座：1回
- ペロス・デル・マル・ライトヘビー級王座：1回

| 年   | 2020 | 2021 | 2022 | 2023 | 2024 |
| ---- | ---- | ---- | ---- | ---- | ---- |
| 順位 | 349  | 99   | 164  | 158  | 224  |